# Passage Digot
Le Passage Digot est une voie de Nancy inaccessible aux véhicules à moteur, ses deux extrémités étant plus étroites qu'une voiture. Il rattache la rue de Metz à la rue du Faubourg-des-Trois-Maisons en 188 mètres.

## Situation et accès
Le Passage Digot se situe dans le quartier Trois Maisons - Saint-Fiacre et relie la rue de Metz entre les numéros 64 et 66 à la rue du Faubourg-des-Trois-Maisons entre les numéros 89 et 91.
Perpendiculaire à la rue de Metz, le passage, rectiligne, est très étroit à chacune de ses extrémités et ne permet pas la circulation automobile. Il s'élargit cependant sur environ une moitié de sa longueur. Il est principalement encadré d'un côté par des maisons mitoyennes de un à deux étages et de l'autre par des murs délimitant des jardins qui font partie d'espaces verts protégés par le plan local d'urbanisme. Globalement orienté d'ouest en est, il est parallèle à la rue Bergnier située plus au nord.

## Origine du nom
Elle porte le nom de l'historien nancéien Auguste Digot (1815-1864).

## Historique
Anciennement appelé « sentier de la Furie », un lieu-dit dépendant du village de Saint-Dizier, lui-même futur faubourg des Trois-Maisons après sa destruction par Charles III, il a été renommé en 1901 en l'honneur d'Auguste Digot, historien de la Lorraine.